# Mật mã chuồng heo

Mật mã chuồng heo sử dụng các ký hiệu thay thế cho các ký tự theo vị trí tương ứng của ký tự đó trong hình trên.

Mật mã chuồng heo  là một mật mã thay thế đơn giản, trong đó các ký tự được thay thế bằng dạng hình học của phần "chuồng" chứa ký tự đó.

## Bảo mật
Việc sử dụng các ký hiệu hình học không làm tăng thêm độ bảo mật của mật mã, thực tế mật mã chuồng heo là một dạng của mật mã dùng một bảng chữ cái. Vì thuật toán đơn giản, nó thường được giới thiệu trong các sách cho trẻ em cũng như viết thư bí mật.
Mật mã chuồng heo có thể bị phá vỡ bằng phương pháp phân tích tần suất , hoặc đơn giản là đoán mã.

## Lịch sử
Cornelius Agrippa đã miêu tả một hình thức sớm của mật mã Rosicrucia mà ông coi là một truyền thống Kabbal hiện có trong Ba cuốn sách của triết học huyền bí, lần đầu tiên xuất bản năm 1531.

## Ví dụ
Với khóa trong hình đầu bài viết, thông điệp "X marks the spot" sẽ được mã hóa thành: